# Jan Nielsen
Jan Nordvald Nielsen, född 31 augusti 1951 i Gävle, är en svensk skådespelare och teaterregissör.

## Biografi
Jan Nielsen är utbildad vid Statens scenskola i Göteborg.
Han slog igenom med titelrollen i Kjell Gredes film Harry Munter där hans föräldrar spelades av Carl-Gustaf Lindstedt och Gun Jönsson.
Nielsen har varit engagerad vid Helsingborgs stadsteater sedan 1979. Han har medverkat i cirka 30 olika uppsättningar på teatern bland annat Tre systrar, Natten är dagens mor, Macbeth och Slutspel. Han har regisserat föreställningar som till exempel Nasse hittar en stol, Feta män i kjol och Löparen. Han även varit konstnärlig ledare och regissör för stadsteaterns barnteaterensemble Innerfickan.
Han har medverkat i TV-produktioner som bland annat Grabbarna i 57:an eller Musikaliska gänget (1978) och Åshöjdens BK (1986).

## Filmografi
- 1969 – Harry Munter
- 1976 – Långt borta och nära
- 1977 – Hempas bar
- 1978 – Grabbarna i 57:an eller Musikaliska gänget (TV-serie)
- 1979 – Min älskade
- 1986 – Åshöjdens BK

## Teater

### Roller (ej komplett)
| År   | Roll                           | Produktion | Regi                          | Teater                   |
| ---- | ------------------------------ | --- | ----------------------------- | ------------------------ |
| 1979 |                                | Vi betalar inte, vi betalar inte (Non si paga! non si paga!) Dario Fo                                                     | Hans Polster                  | Helsingborgs stadsteater |
| 1981 | Baines                         | 0700 – Enligt order (Flashpoint) Tom Kempinski                                                                            | Tom Deutgen                   | Helsingborgs stadsteater |
| 1981 | Bydåren                        | Dansa för mej, Zorba! (Zorba) John Kander, Fred Ebb och Joseph Stein                                                      | John Zacharias                | Helsingborgs stadsteater |
| 1982 | Medverkande                    | Släpp svångremmar loss, kabaré                                                                                            | Lars Svenson                  | Helsingborgs stadsteater |
| 1982 | Pappa                          | Mellan himmel och jord Staffan Westerberg                                                                                 | Karin Ekström                 | Helsingborgs stadsteater |
| 1983 | Don Juan                       | Don Juan (Dom Juan ou Le Festin de pierre) Molière                                                                        | Hans Polster                  | Helsingborgs stadsteater |
| 1984 | Pastor Tooker                  | Katt på hett plåttak (Cat on a Hot Tin Roof) Tennessee Williams                                                           | Tom Deutgen                   | Helsingborgs stadsteater |
| 1984 | Alwa                           | Lulu Frank Wedekind | Hans Polster                  | Helsingborgs stadsteater |
| 1984 | Tim Allgood                    | Kaos på teatern (Noises Off) Michael Frayn                                                                                | Palle Granditsky              | Helsingborgs stadsteater |
| 1985 | Hernelius                      | Panik i Rölleby Anna Bondestam                                                                                            | Bengt Ahlfors                 | Helsingborgs stadsteater |
| 1985 | Figaro                         | Figaros bröllop (La Folle Journée, ou Le Mariage de Figaro) Pierre de Beaumarchais                                        | Hans Polster                  | Helsingborgs stadsteater |
| 1986 | George                         | Möss och människor (Of Mice and Men) John Steinbeck                                                                       | Jan Tiselius                  | Kronobergsteatern        |
| 1988 |                                | En natt i februari Staffan Göthe                                                                                          | Lars Svenson                  | Helsingborgs stadsteater |
| 1989 | Hough Benedict, privatdetektiv | En familjeaffär (A Small Family Business) Alan Ayckbourn                                                                  | Herman Ahlsell                | Helsingborgs stadsteater |
| 1989 | Aurora                         | Melodien som kom bort (Melodien, der blev væk) Kjeld Abell, Sven Mölle Kristensen, Bernhard Christensen och Herman Koppel | Karin Parrot-Jonzon           | Helsingborgs stadsteater |
| 1989 | Axel "Ribban" Segander         | Knäckebröd med hovmästarsås Magnus Nilsson                                                                                | Ernst Günther Peter Wahlqvist | Helsingborgs stadsteater |
| 1990 | Markisen                       | Jacques och hans husbonde (Jakub a jeho pán) Milan Kundera                                                                | Hans Polster                  | Helsingborgs stadsteater |
| 1990 | Pedro                          | Pedro och kaptenen (Pedro y el capitán) Mario Benedetti                                                                   | Hans Polster                  | Helsingborgs stadsteater |
| 1991 | Osvald                         | Min store tjocke far Magnus Nilsson                                                                                       | Stig Ossian Ericson           | Helsingborgs stadsteater |
| 1992 | Long                           | Den ludna gorillan (The Hairy Ape) Eugene O'Neill                                                                         | Håkan Lindhé                  | Helsingborgs stadsteater |
| 1993 | Vladimir                       | I väntan på Godot (En attendant Godot) Samuel Beckett                                                                     | Hans Polster                  | Helsingborgs stadsteater |
| 1993 |                                | Robinson och Crusoe (Robinson e Crusoe) Nino D'Introna och Giacomo Ravicchio                                              | Gunilla Diehl                 | Helsingborgs stadsteater |
| 1994 |                                | De sista (Последние, Posledniye) Maksim Gorkij                                                                            | Ronnie Hallgren               | Helsingborgs stadsteater |
| 1995 | Kevin                          | Svanen (The Swan) Elizabeth Egloff                                                                                        | Thomas Müller                 | Helsingborgs stadsteater |
| 1996 | Fängelsedirektören             | Spindelkvinnans kyss (Kiss of the Spider Woman) John Kander, Fred Ebb och Terrence McNally                                | Ronny Danielsson              | Helsingborgs stadsteater |
| 1996 | Andersén                       | Galoschkungen Sigvard Olsson                                                                                              | Göran Stangertz               | Helsingborgs stadsteater |
| 1997 |                                | Elddonet (Fyrtøjet) H.C. Andersen                                                                                         | Göran Stangertz               | Helsingborgs stadsteater |
| 1998 | Babbybobby                     | Krymplingen på Inishmaan (The Cripple of Inishmaan) Martin McDonagh                                                       | Thomas Müller                 | Helsingborgs stadsteater |
| 1999 | Martin                         | Natten är dagens mor Lars Norén                                                                                           | Thomas Müller                 | Helsingborgs stadsteater |
| 1999 | Rodolfe                        | Västra kajen (Quai Ouest) Bernard-Marie Koltès                                                                            | Thomas Müller                 | Helsingborgs stadsteater |
| 2000 | Portvakt                       | Macbeth William Shakespeare                                                                                               | Ulla Gottlieb(da)             | Helsingborgs stadsteater |
| 2001 | Diktaren                       | En besynnerlig historia Vladimir Majakovskij                                                                              | Björn Bengtsson               | Helsingborgs stadsteater |
| 2002 | Seth Beckwith                  | Klaga månde Elektra (Mourning Becomes Electra) Eugene O'Neill                                                             | Göran Stangertz               | Helsingborgs stadsteater |
| 2003 | Ulf                            | LisaLouise Majgull Axelsson                                                                                               | Wiveka Warenfalk              | Helsingborgs stadsteater |
| 2004 | Tjebutykin                     | 3 systrar (Три сeстры, Tri sestry) Anton Tjechov                                                                          | Christian Tomner              | Helsingborgs stadsteater |
| 2005 | Onkeln                         | Bent Martin Sherman | Solbjørg Højfeldt             | Helsingborgs stadsteater |
| 2005 | Coppelius                      | Coppélia (Coppélia ou La Fille aux yeux d'émail) Léo Delibes, Arthur Saint-Léon och Charles Nuitter                       | Peter Svenzon                 | Helsingborgs stadsteater |
| 2007 | Hamm                           | Slutspel (Fin de partie) Samuel Beckett                                                                                   | Aslak Moe                     | Helsingborgs stadsteater |
| 2007 | Mats                           | Camping Klas Abrahamsson                                                                                                  | Aslak Moe                     | Helsingborgs stadsteater |
| 2009 | Herr Peachum                   | Tiggarens opera (The Beggar's Opera) John Gay                                                                             | Johan Wahlström               | Helsingborgs stadsteater |
| 2010 | Marek                          | Hantverkarna (Håndværkerne) Line Knutzon                                                                                  | Lasse Beischer                | Helsingborgs stadsteater |
| 2010 | Hattmakaren                    | Alice i äventyrslandet - en äventyrlig vandringsföreställning Lewis Carrol                                                | Hilde Brinchmann              | Helsingborgs stadsteater |
| 2010 | Krokodilen                     | Hit och dit men ganska långt bort Johan Althoff                                                                           | Voula Kereklidou              | Helsingborgs stadsteater |
|      | Svansångare Charlotte Engelkes | Charlotte Engelkes | Helsingborgs stadsteater      |                          |

### Regi
| År   | Produktion                                                      | Upphovsmän                                                      | Teater                   | Noter                                |
| ---- | --------------------------------------------------------------- | --------------------------------------------------------------- | ------------------------ | ------------------------------------ |
| 1988 | Farsen om advokaten Pathelin La Farce de maître Pierre Pathelin | Översättning Erik Staaf                                         | Helsingborgs stadsteater |                                      |
| 1990 | Tistou Tistou les pouces verts                                  | Maurice Druon Dramatisering Frederik Sjögren och Thomas Porathe | Helsingborgs stadsteater |                                      |
| 1992 | Maries barn                                                     | Bengt Ahlfors och Johan Bargum                                  | Helsingborgs stadsteater |                                      |
| 1992 | Trädpojken och Tuonelas svan                                    | Christina Andersson                                             | Helsingborgs stadsteater |                                      |
| 1994 | True West                                                       | Sam Shepard Översättning Göran Graffman                         | Helsingborgs stadsteater |                                      |
| 1995 | Som man bäddar Pyjama Pour Six                                  | Marc Camoletti Översättning Jan Nielsen                         | Helsingborgs stadsteater |                                      |
| 1996 | Fången på fyren                                                 | Malin Lagerlöf                                                  | Helsingborgs stadsteater |                                      |
| 1997 | Änglakaramellen                                                 | Cristina Gottfridsson                                           | Helsingborgs stadsteater |                                      |
| 1997 | Feta män i kjol Fat Men in Skirts                               | Nicky Silver Översättning Mårten Westö                          | Helsingborgs stadsteater |                                      |
| 2000 | Den samvetslöse mördaren Hasse Karlsson...                      | Henning Mankell                                                 | Helsingborgs stadsteater |                                      |
| 2000 | Nasse hittar en stol                                            | Sven Nordqvist                                                  | Helsingborgs stadsteater |                                      |
| 2001 | Mina och Kåge                                                   | Anna Höglund Dramatisering Lars-Eric Brossner                   | Helsingborgs stadsteater |                                      |
| 2002 | Löparen                                                         | Mattias Andersson                                               | Helsingborgs stadsteater |                                      |
| 2003 | Himmavid Masjävlar                                              | Maria Blom Bearbetning Dan Kandell                              | Helsingborgs stadsteater |                                      |
| 2004 | H.E.M. - helt enkelt människor                                  | Andreas Svanberg och Jan Nielsen                                | Helsingborgs stadsteater | Regi tillsammans med Göran Stangertz |
| 2008 | Fadren                                                          | August Strindberg                                               | Helsingborgs stadsteater |                                      |
| 2009 | Allrakäraste syster                                             | Astrid Lindgren                                                 | Helsingborgs stadsteater |                                      |
| 2009 | Ensamma krigare                                                 | Eva Wikander Bearbetning Dag Norgård och Marie Persson Hedenius | Helsingborgs stadsteater |                                      |